# Seidita-(Ce)
La seidita-(Ce) és un mineral de la classe dels silicats. Rep el nom de Seidozero, literalment Llac Seid, el llac central del complex de Lovozero.

## Característiques
La seidita-(Ce) és un silicat de fórmula química Na₄(Ce,Sr)₂[TiSi₈O18(OH)₂](O,OH,F)₄·5H₂O. Va ser aprovada com a espècie vàlida per l'Associació Mineralògica Internacional l'any 1993. Cristal·litza en el sistema monoclínic. La seva duresa a l'escala de Mohs es troba entre 3 i 4.
Segons la classificació de Nickel-Strunz, la seidita-(Ce) pertany a «09.DJ - Inosilicats amb 4 cadenes dobles i triples periòdiques» juntament amb els següents minerals: narsarsukita, laplandita-(Ce), caysichita-(Y), carlosturanita i jonesita.

## Formació i jaciments
Va ser descoberta a la pegmatita Yubileinaya, situada al mont Karnasurt, dins el districte de Lovozero (óblast de Múrmansk, Rússia). També ha estat descrita a pedrera Diamond Jo, al comtat de Hot Spring (Arkansas, Estats Units). Aquests dos indrets són els únics de tot el planeta on ha estat descrita aquesta espècie mineral.